# Molophilus (Molophilus) caenosus
Molophilus (Molophilus) caenosus is een tweevleugelige uit de familie steltmuggen (Limoniidae). De soort komt voor in het Neotropisch gebied.